# Strażnica (Wysoczyzna Choczewska)
Strażnica – wzniesienie o wysokości 81 m n.p.m., położone w województwie pomorskim, w powiecie wejherowskim, w gminie Gniewino. 
Na północ od wzniesienia w odległości ok. 1 km znajduje się wieś Słuszewo.

## Nazwa
Nazwę Strażnica wprowadzono urzędowo w 1949 roku, zastępując poprzednią niemiecką nazwę Blockhaus Berg.